# Denver Rockets 1971-1972
La stagione 1971-72 dei Denver Rockets fu la 5ª nella ABA per la franchigia.
I Denver Rockets arrivarono quarti nella Western Division con un record di 34-50. Nei play-off persero la semifinale di division con gli Indiana Pacers (4-3).

## Roster
| N° | Naz.                   | Ruolo | Sportivo       | Anno | Alt. | Peso |
| -- | ---------------------- | ----- | -------------- | ---- | ---- | ---- |
| 10 | Stati Uniti (bandiera) | G     | Al Smith       | 1947 | 185  | 84   |
| 11 | Stati Uniti (bandiera) | G     | Larry Brown    | 1940 | 175  | 73   |
| 12 | Stati Uniti (bandiera) | G     | Steve Wilson   | 1948 | 196  | 84   |
| 13 | Stati Uniti (bandiera) | AC    | Julius Keye    | 1946 | 208  | 91   |
| 14 | Stati Uniti (bandiera) | A     | Art Becker     | 1942 | 201  | 93   |
| 20 | Stati Uniti (bandiera) | A     | Frank Card     | 1944 | 201  | 88   |
| 21 | Stati Uniti (bandiera) | G     | Chuck Williams | 1946 | 188  | 79   |
| 22 | Stati Uniti (bandiera) | A     | Julian Hammond | 1943 | 196  | 93   |
| 23 | Stati Uniti (bandiera) | A     | Steve Mix      | 1947 | 198  | 98   |
| 24 | Stati Uniti (bandiera) | A     | Dwight Waller  | 1945 | 198  | 100  |
| 25 | Stati Uniti (bandiera) | AC    | Dave Robisch   | 1949 | 208  | 107  |
| 31 | Stati Uniti (bandiera) | AC    | Marv Roberts   | 1950 | 203  | 91   |
| 40 | Stati Uniti (bandiera) | AC    | Byron Beck     | 1945 | 206  | 102  |
| 44 | Stati Uniti (bandiera) | GA    | Ralph Simpson  | 1949 | 196  | 91   |

## Staff tecnico
- Allenatore: Alex Hannum
- Vice-allenatore: Stan Albeck